# ولفگانگ ایزر
ولفگانگ آیزر (انگلیسی: Wolfgang Iser؛ ۲۲ ژوئیهٔ ۱۹۲۶ – ۲۴ ژانویهٔ ۲۰۰۷) یک زبان‌شناس اهل آلمان بود.
وی از نظریه پردازان اصلی نظریه نقد واکنش خواننده به شمار می‌رود